# 龍首泳海鯰
龍首泳海鯰（学名：Cinetodus carinatus）為輻鰭魚綱鯰形目海鯰科的其中一種，分布於亞洲新幾內亞Fly及Lorentz河流域，體長可達40公分，棲息在溪流底中層水域，屬肉食性，以昆蟲、蝦子等為食。
其种加词“carinatus”意为“具龙骨状脊的”。